# إدوارد لامسون هنري
إدوارد لامسون هنري (12 يناير 1841 – 9 مايو 1919)، والمعروف باسم إل هنري، كان رسامًا أمريكيًا، ولد في تشارلستون، ساوث كارولينا.

## وقت مبكر من الحياة
وعلى الرغم من ولادته في تشارلستون، فقد توفي والديه عندما كان في السابعة من عمره، وانتقل هنري للعيش مع أبناء عمومته في مدينة نيويورك. هناك بدأ دراسة الرسم في أكاديمية بنسلفانيا للفنون الجميلة في فيلادلفيا. في عام 1860 ذهب إلى باريس، حيث درس مع تشارلز غليير وغوستاف كوربيه، في نفس الوقت تقريبًا مع كلود مونيه، وبيير أوغست رينوار، وفريديريك بازيل، وألفريد سيسلي.

## الرسم

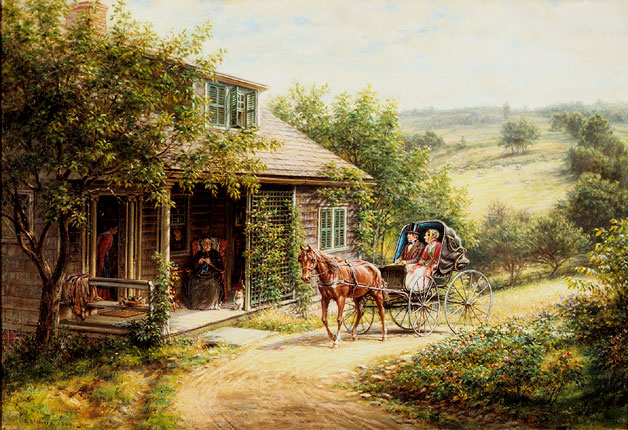
زوار غير متوقعين، لوحة نموذجية للحنين الريفي

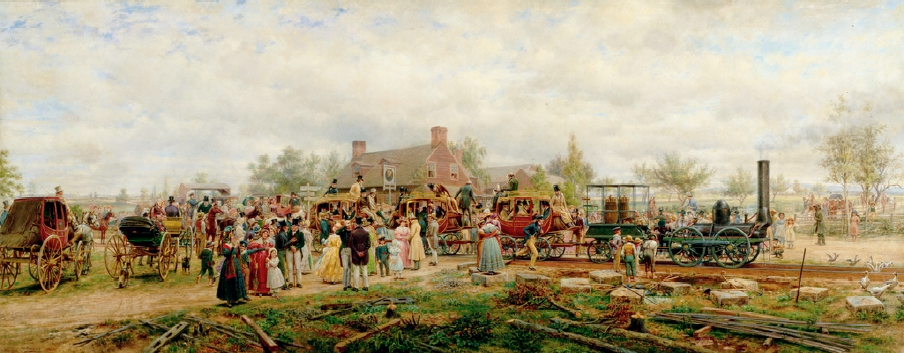
أول قطار للسكك الحديدية على طريق موهوك وهدسون

بصفته رسامًا للموضوعات وحوادث الحياة الريفية الاستعمارية والأمريكية المبكرة، فإنه يُظهر حس الفكاهة الساحر. اشتهر بموضوعات النقل، وخاصة السكك الحديدية، ولكن أيضًا بالإضافة إلى العربات الريفية ورحلات القوارب في القناة، من بين وسائل أخرى، وكلها مقدمة بتفاصيل دقيقة.

## معرض الصور

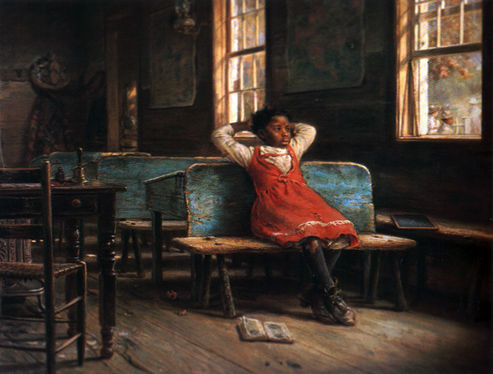
[[{{{1}}}|{{{1}}}]] [[:en:{{{1}}}|[الإنجليزية]]]عام 1888. كانت العرقية موضوعًا في العديد من اللوحات هنري، والعسكرية ذات الصلة التي قضاها في الحرب الأهلية.
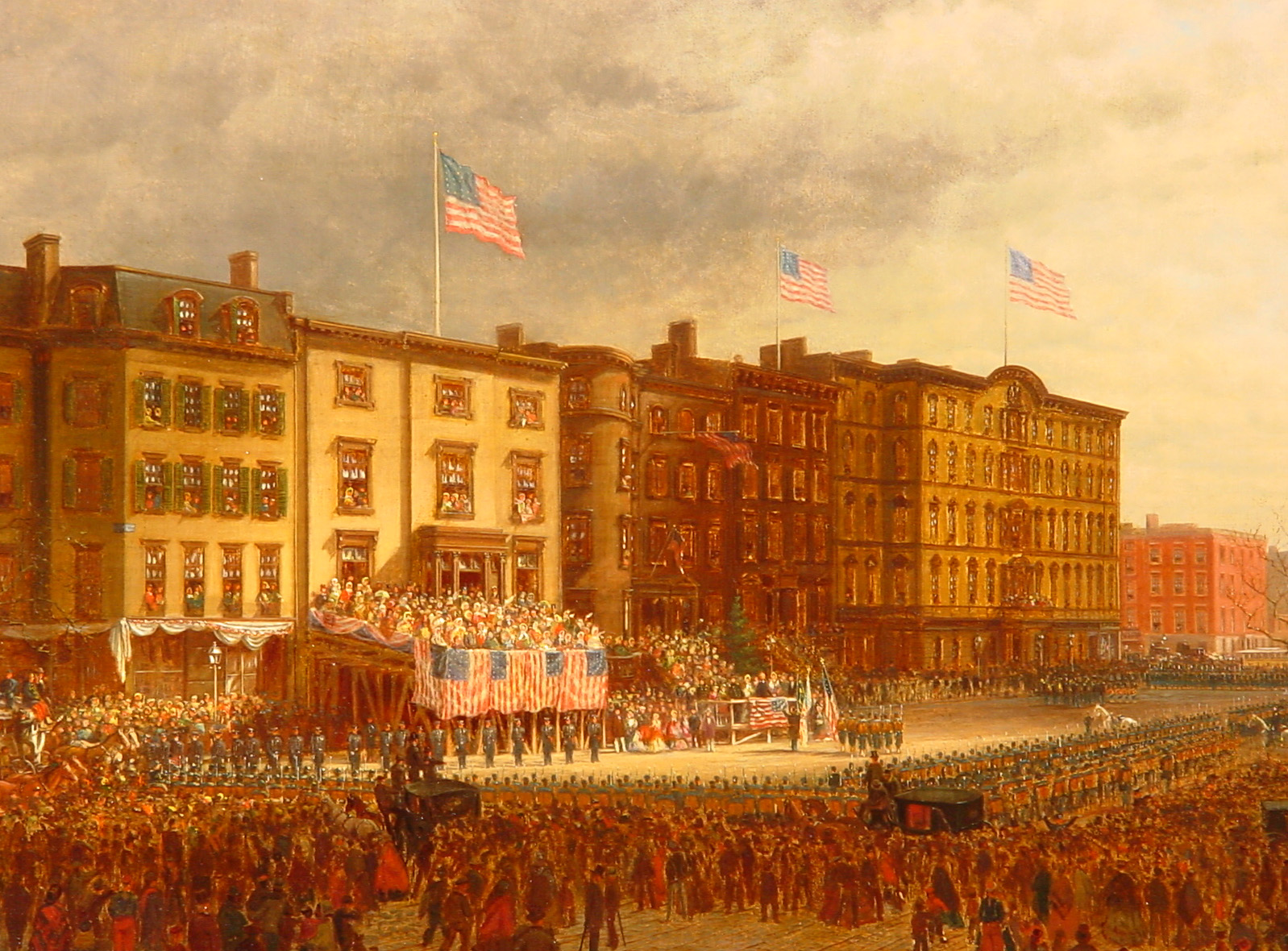
عرض الألوان، 1864يصور تجهيزات فوجين من الحرب الأهلية الأمريكية الأمريكية فينادي Union League في نيويورك.
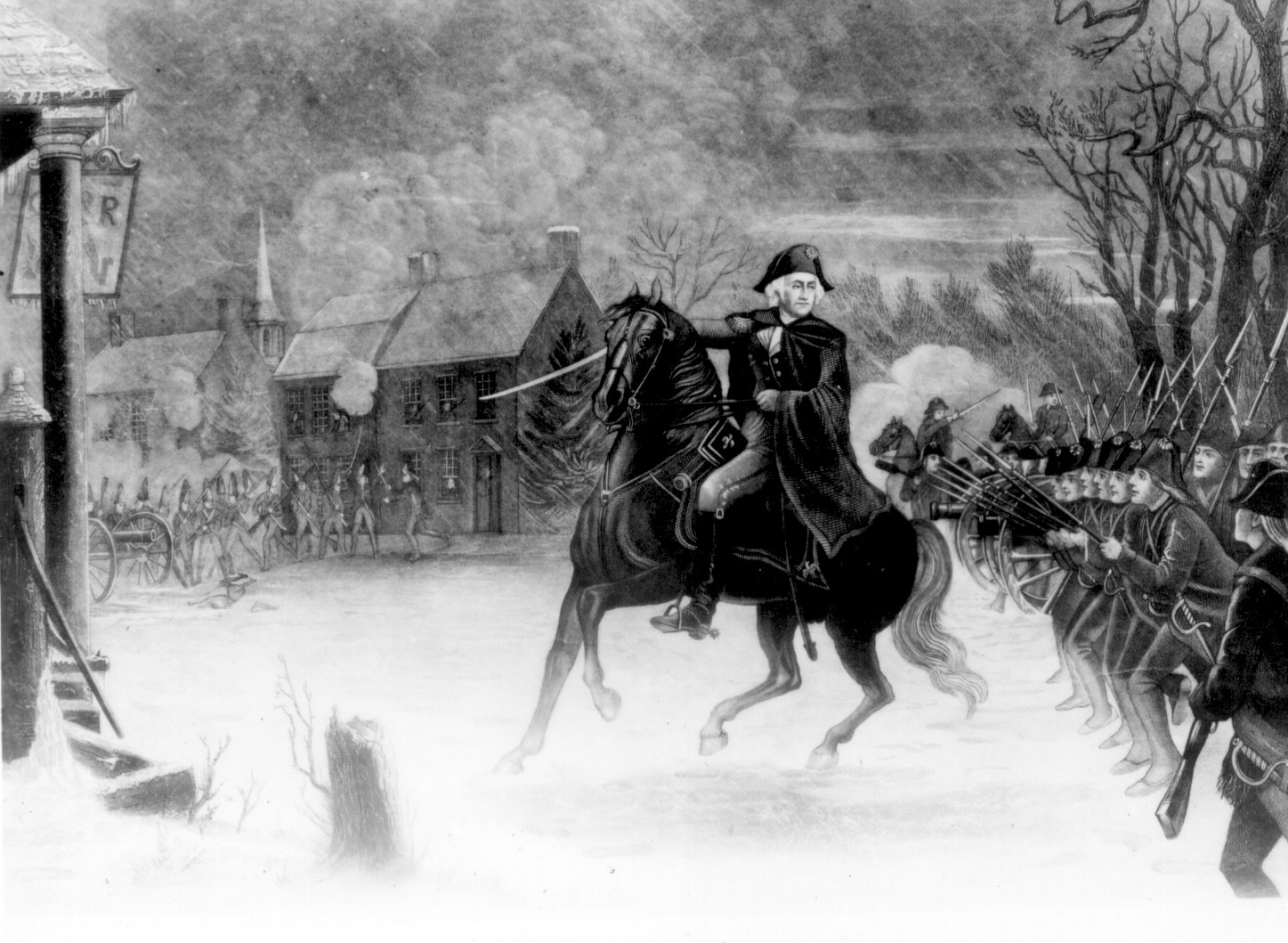
واشنطن في معركة ترينتون، نقش على لوحة رسمها هنري
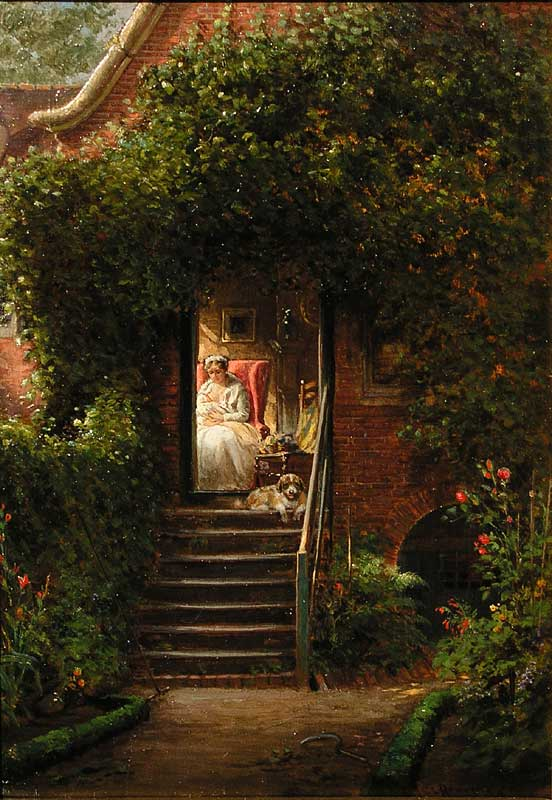
الأمومة. لقد أضفت الكثير من أعمال هنري طابعًا على القيم الأمريكية التقليدية.
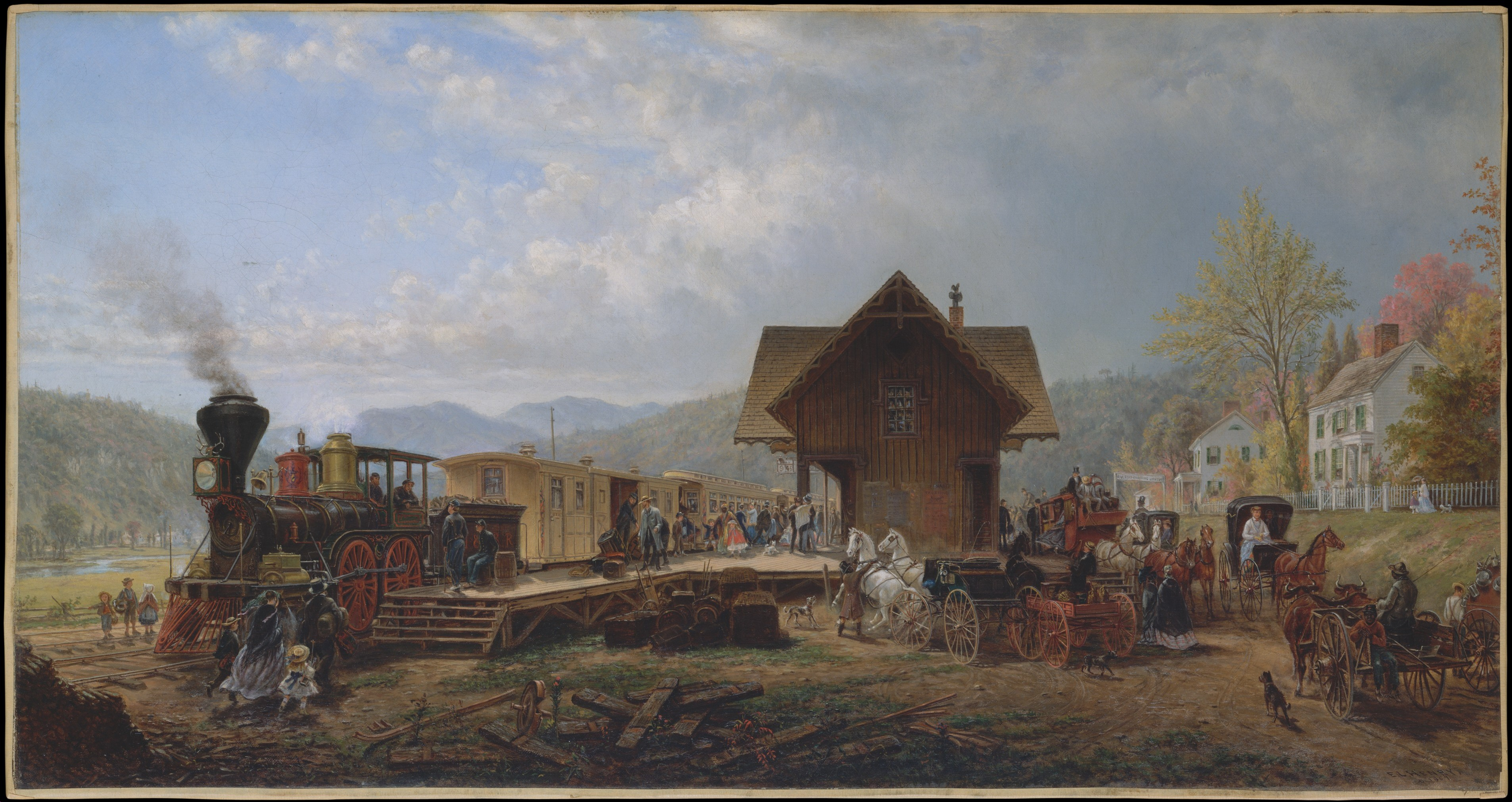
الإقامة 9:45

## وصلات خارجية
- اللوحات الأمريكية والمطبوعات التاريخية من مجموعة ميدندورف ، كتالوج المعرض من متحف متروبوليتان للفنون (متوفر بالكامل على الإنترنت بصيغة PDF)، والذي يحتوي على مواد عن هنري (رقم 44)
- معرض نسخة محفوظة June 27, 2021, على موقع واي باك مشين. .</link>
- انظر أيضًا فاليري آن ليدز، "روابط السكك الحديدية: إدوارد لامسون هنري، الإقامة في الساعة 9:45 صباحًا في السياق واللجنة بقلم جون تايلور جونستون،" القرن التاسع عشر 41 (خريف 2021): 10-25.